# Avante
O Avante é um partido político brasileiro de centro. Foi fundado em 1989 e registrado definitivamente em 1994 com o nome Partido Trabalhista do Brasil (PTdoB), sendo uma iniciativa de dissidentes do Partido Trabalhista Brasileiro (PTB). Em março de 2017 alterou seu nome para Avante, oficializado pelo TSE em setembro.
Em outubro de 2024 contava com 248 358 filiados em todo o país. Com a desistência da candidatura de André Janones para a presidência da República, passou a apoiar Luiz Inácio Lula da Silva em 2022.

## História
Criado em 1989, disputou as eleições daquele ano, reaparecendo em 1992, conquistando o registro definitivo em 1994. Juntou vários grupos trabalhistas, a maior parte dissidentes do PTB, e outros partidos menores, também de origem trabalhista. De 1994 a 2014, teve crescimento lento, mas constante, em sua base local e nacional.
Em 1994, o partido teve o registro do seu então presidente nacional, Caetano Matanó Júnior, indeferido como candidato à presidência, pelo fato do seu registro definitivo estar então em andamento.
Em 1998, lançou o jornalista e comerciante João de Deus Barbosa de Jesus como candidato a presidente, obtendo 0,2% dos votos (198 mil votos).
Em 2006, com a incerteza se a obrigatoriedade da verticalização das coligações iria se manter, o PTdoB resolveu desistir de lançar uma candidatura presidencial própria ou de compor formalmente outra coligação presidencial, ficando assim livre, nos estados, para fazer quaisquer alianças.
No final de 2009, o partido anunciou a pré-candidatura do advogado e engenheiro Mario Oliveira, lançado pelo PTdoB de São Paulo, que obteve índices de 1 ponto entre março e maio de 2010; na convenção nacional realizada em junho de 2010, o partido desistiu da candidatura própria, e apoiou a candidatura de José Serra à presidência, coligando-se com o PSDB. Em 2014, a aliança com o PSDB foi mantida, com a candidatura de Aécio Neves.
Em abril de 2017, o PTdoB oficializou sua mudança de nome em convenção nacional, passando a se denominar "Avante". A mudança de nome se deu em meio a uma estratégia para combater a desconfiança do eleitor com a classe política devido à crise político-econômica de 2014 e aos escândalos de corrupção associados a ela.

André Janones, deputado federal eleito pelo Avante.

A renomeação para sobrevivência política também está presente na mesma época da crise política nos então Partido Social Liberal (de PSL para Livres) e Partido Trabalhista Nacional (de PTN para Podemos).
Mas também não constitui um fenômeno inédito no país, uma vez que anteriormente o Partido da Frente Liberal virou Democratas e o Partido Progressista por diversas vezes foi renomeado.
Em sessão administrativa do dia 12 de setembro de 2017, o TSE autorizou a mudança de nome do partido de "Partido Trabalhista do Brasil" para "Avante".
Na eleição de 2018 o partido coligou-se ao Partido Democrático Trabalhista na candidatura de Ciro Gomes. Nas eleições municipais de 2020, o partido elegeu o primeiro prefeito em uma capital: David Almeida em Manaus, no Amazonas. Em 2022, o partido não conseguiu superar a cláusula de barreira nas eleições gerais. Consequentemente, iniciou negociações para realizar uma fusão com outros partidos. Após não prosseguir em negociações com o Solidariedade, em novembro de 2022, o partido iniciou discussões sobre uma possível fusão com o PSC.. Todavia, tais negociações também não atingiram seu propósito, de forma que o PSC anunciou sua incorporação ao PODE.

No fim de 2022, alguns veículos de imprensa do Rio Grande do Sul noticiaram que o partido estaria em negociação com o AGIR, cujo objetivo seria a incorporação deste pelo Avante, para superar a cláusula de barreira.
| Partido Trabalhista Brasileiro (PTB) 1979–2023    | Partido Trabalhista Brasileiro (PTB) 1979–2023 | Partido Trabalhista Brasileiro (PTB) 1979–2023                        | Partido Trabalhista Brasileiro (PTB) 1979–2023 | Partido Trabalhista Brasileiro (PTB) 1979–2023  | Partido Trabalhista Brasileiro (PTB) 1979–2023 |
| Partido Trabalhista Brasileiro (PTB) 1979–2023    |                                                | Partido Socialista Agrário e Renovador Trabalhista (PASART) 1985–1992 |                                                | Partido Trabalhista do Brasil (PTdoB) 1989–2017 | Avante 2017–presente                           |
| Partido Trabalhista Brasileiro (PTB) 1979–2023    | Movimento Unidade Trabalhista                  |                                                                       |                                                | Partido Trabalhista do Brasil (PTdoB) 1989–2017 | Avante 2017–presente                           |
|                                                   |                                                | Partido Socialista Unido (PSU) 1990                                   |                                                | Partido Trabalhista do Brasil (PTdoB) 1989–2017 | Avante 2017–presente                           |
| Partido Nacionalista dos Trabalhadores (PNT) 1989 |                                                | Partido Nacionalista dos Trabalhadores Brasileiros (PNTB) 1989–1992   |                                                | Partido Trabalhista do Brasil (PTdoB) 1989–2017 | Avante 2017–presente                           |

## Organização

### Parlamentares atuais
| Deputados federais atuais (6) | Deputados federais atuais (6)      | Deputados federais atuais (6) |
| UF                            | Deputado(a) e Legislaturas         | Imagem                        |
| ----------------------------- | ---------------------------------- | ----------------------------- |
| BA                            | Pastor Sargento Isidório 56ª, 57.ª | Pastor Sargento Isidório      |
| MG                            | André Janones 56ª, 57.ª            | Andre Janones                 |
| MG                            | Delegada Ione Barbosa 57.ª         | Deputada Ione Barbosa         |
| MG                            | Greyce Elias 56ª, 57.ª             |                               |
| MG                            | Luís Tibé 54ª, 55ª, 56ª, 57ª       | Luís Tibé                     |
| MG                            | Bruno Farias 57ª                   | Bruno Farias                  |
| PE                            | Waldemar Oliveira 57.ª             |                               |

| Deputados estaduais atuais (16) | Deputados estaduais atuais (16) | Deputados estaduais atuais (16) | Deputados estaduais atuais (16) |
| UF                              | Deputado(a)                     | UF                              | Deputado(a)                     |
| ------------------------------- | ------------------------------- | ------------------------------- | ------------------------------- |
| DF                              | João Cardoso                    | PB                              | Taciano Diniz                   |
| DF                              | Reginaldo Sardinha              | PB                              | Tião Gomes                      |
| ES                              | Carlos Von                      | PE                              | João Paulo Costa                |
| MG                              | Fábio Avelar                    | RJ                              | Marcos Abrahão                  |
| MG                              | João Bosco                      | RN                              | Bernardo Amorim                 |
| MG                              | Roberto Andrade*                | SP                              | Campos Machado*                 |
| PB                              | Felipe Leitão*                  | SP                              | Roque Barbiere*                 |
| PB                              | Júnior Araujo                   | SP                              | Sargento Neri                   |

### Número de filiados
| Data      | Filiados | Crescimento anual | Crescimento anual |
| --------- | -------- | ----------------- | ----------------- |
| dez./2006 | 108.142  | —                 | —                 |
| dez./2007 | 123.380  | 15.238            | +14%              |
| dez./2008 | 124.802  | 1.422             | +1%               |
| dez./2009 | 116.515  | 8.287             | -7%               |
| dez./2010 | 134.757  | 18.242            | +16%              |
| dez./2011 | 156.137  | 21.380            | +16%              |
| dez./2012 | 166.688  | 10.551            | +7%               |
| dez./2013 | 167.944  | 1.256             | +0,7%             |
| dez./2014 | 168.724  | 780               | +0,5%             |
| dez./2015 | 175.539  | 6.815             | +4%               |
| dez./2016 | 185.507  | 9.968             | +6%               |
| dez./2017 | 184.933  | 574               | -0,3%             |
| dez./2018 | 187.127  | 2.194             | +1%               |
| dez./2019 | 176.617  | 10.510            | -6%               |
| dez./2020 | 215.015  | 38.398            | +22%              |
| dez./2021 | 218.313  | 3.298             | +1,5%             |
| dez./2022 | 217.889  | 424               | -0,1%             |
| dez./2023 | 216.733  | 1.156             | -0,5%             |
| set./2024 | 248.183  | 31.450            | +14,51%           |

## Desempenho eleitoral
| Legislatura     | Bancada | %    | ± |
| --------------- | ------- | ---- | - |
| 50ª (1995–1999) | 0 / 513 | 0,00 | 0 |
| 51ª (1999–2003) | 0 / 513 | 0,00 | 0 |
| 52ª (2003–2007) | 0 / 513 | 0,00 | 0 |
| 53ª (2007–2011) | 1 / 513 | 0,19 | 1 |
| 54ª (2011–2015) | 3 / 513 | 0,58 | 2 |
| 55ª (2015–2019) | 2 / 513 | 0,38 | 1 |
| 56ª (2019–2023) | 7 / 513 | 1,36 | 6 |
| 57ª (2023–2027) | 7 / 513 | 2,00 | 0 |

Os números das bancadas representam o início de cada legislatura, desconsiderando, por exemplo, parlamentares que tenham mudado de partido posteriormente.

### Eleições estaduais
| Participação e desempenho do Avante nas eleições estaduais de 2022 |                                         |                                                  | |                                         |                                           |
| Candidatos majoritários eleitos. Em negrito estão os candidatos filiados ao Avante durante a eleição. Os cargos obtidos na Câmara Federal e nas Assembleias Legislativas são referentes às coligações proporcionais que o Avante compôs. Tais coligações não são necessariamente iguais às coligações majoritárias e geralmente são menores. Não estão listados os futuros suplentes empossados. \| UF \| Candidatos(as) a Governador(a) e a Vice \| Candidatos(as) a Senadores(as) \| Coligação majoritária (governo e senado) \| Deputados(as) federais eleitos(as) — 38 \| Deputados(as) estaduais eleitos(as) — 123 \| \| -- \| --------------------------------------- \| ------------------------------------------------ \| ---------------------------------------------------------------------------------------------------------------------------- \| --------------------------------------- \| ----------------------------------------- \| \| AC \| Sérgio Petecão (PSD) \| Vanda Milani (PROS) \| Avante / PSD / PROS / PTB \| \| \| \| AC \| Total Filho (PSD) \| Vanda Milani (PROS) \| Avante / PSD / PROS / PTB \| \| \| \| AL \| ninguém \| ninguém \| nenhuma \| \| \| \| AM \| Wilson Lima (UNIÃO) \| Coronel Menezes (PL) \| Avante / UNIÃO / PL / PP / Republicanos / PTB / PSC / Patriota / PRTB / PMN \| \| \| \| AM \| Tadeu de Souza (Avante) \| Coronel Menezes (PL) \| Avante / UNIÃO / PL / PP / Republicanos / PTB / PSC / Patriota / PRTB / PMN \| \| \| \| AP \| ninguém \| Valdenor Guedes (Avante) \| Avante \| \| \| \| BA \| Jerônimo Rodrigues (PT) \| Otto Alencar (PSD) \| Avante / FE Brasil (PT/PCdoB/PV) / MDB / PSD / PSB \| \| \| \| BA \| Geraldo Junior (MDB) \| Otto Alencar (PSD) \| Avante / FE Brasil (PT/PCdoB/PV) / MDB / PSD / PSB \| \| \| \| CE \| Capitão Wagner (UNIÃO) \| Kamila Cardoso (Avante) \| Avante / UNIÃO / PL / Republicanos / PTB / PODE / PROS \| \| \| \| CE \| Raimundo Matos (PL) \| Kamila Cardoso (Avante) \| Avante / UNIÃO / PL / Republicanos / PTB / PODE / PROS \| \| \| \| DF \| Ibaneis Rocha (MDB) \| Flávia Arruda (PL) \| Avante / MDB / PP / PL / Solidariedade / Agir / PROS \| \| \| \| DF \| Celina Leão (PP) \| Flávia Arruda (PL) \| Avante / MDB / PP / PL / Solidariedade / Agir / PROS \| \| \| \| ES \| Audifax Barcelos (REDE) \| Nelson Júnior (Avante) \| Avante / Fed. PSOL REDE / Solidariedade / PROS \| \| \| \| ES \| Tenente Andressa (Solidariedade) \| Nelson Júnior (Avante) \| Avante / Fed. PSOL REDE / Solidariedade / PROS \| \| \| \| GO \| Ronaldo Caiado (UNIÃO) \| Delegado Waldir (UNIÃO) \| Avante / UNIÃO / MDB / PP / PSD / PSC / Solidariedade / PODE / PDT / PROS / PRTB \| \| \| \| GO \| Daniel Vilela (MDB) \| Alexandre Baldy (PP) \| Avante / UNIÃO / MDB / PP / PSD / PSC / Solidariedade / PODE / PDT / PROS / PRTB \| \| \| \| GO \| Daniel Vilela (MDB) \| Vilmar Rocha (PSD) \| Avante / UNIÃO / MDB / PP / PSD / PSC / Solidariedade / PODE / PDT / PROS / PRTB \| \| \| \| MA \| ninguém \| ninguém \| nenhuma \| \| \| \| MG \| Romeu Zema (NOVO) \| Marcelo Aro (PP) \| Avante / NOVO / PP / MDB \| \| \| \| MG \| Professor Mateus (NOVO) \| Marcelo Aro (PP) \| Avante / NOVO / PP / MDB \| \| \| \| MS \| Capitão Contar (PRTB) \| ninguém \| Avante / PRTB \| \| \| \| MS \| Beto Figueiró (PRTB) \| ninguém \| Avante / PRTB \| \| \| \| MT \| ninguém \| ninguém \| nenhuma \| \| \| \| PA \| Helder Barbalho (MDB) \| Elielton Lira (Avante) candidatura isolada \| Avante / MDB / FE Brasil (PT/PCdoB/PV) / Fed. PSDB Cidadania / UNIÃO / PP / PODE / PDT / PSB / PSD / Republicanos / PTB / DC \| \| \| \| PA \| Hana Ghassan (MDB) \| Elielton Lira (Avante) candidatura isolada \| Avante / MDB / FE Brasil (PT/PCdoB/PV) / Fed. PSDB Cidadania / UNIÃO / PP / PODE / PDT / PSB / PSD / Republicanos / PTB / DC \| \| \| \| PB \| João Azevêdo (PSB) \| Pollyanna Dutra (PSB) \| Avante / PSB / PP / PSD / Solidariedade / PODE / Republicanos / Patriota / Agir / PMN \| \| \| \| PB \| Lucas Ribeiro (PP) \| Pollyanna Dutra (PSB) \| Avante / PSB / PP / PSD / Solidariedade / PODE / Republicanos / Patriota / Agir / PMN \| \| \| \| PE \| Marília Arraes (Solidariedade) \| André de Paula (PSD) \| Avante / Solidariedade / PSD / Agir / PROS / PMN \| \| \| \| PE \| Sebastião Oliveira (Avante) \| André de Paula (PSD) \| Avante / Solidariedade / PSD / Agir / PROS / PMN \| \| \| \| PI \| Silvio Mendes (UNIÃO) \| Joel Rodrigues (PP) \| Avante / UNIÃO / PP / Fed. PSDB Cidadania / PDT / PTB \| \| \| \| PI \| Iracema Portela (PP) \| Joel Rodrigues (PP) \| Avante / UNIÃO / PP / Fed. PSDB Cidadania / PDT / PTB \| \| \| \| PR \| ninguém \| ninguém \| nenhuma \| \| \| \| RJ \| Cláudio Castro (PL) \| Marcelo Itagiba (Avante) candidatura isolada \| Avante / PL / UNIÃO / MDB / PP / Republicanos / PODE / PSC / PTB / Solidariedade / PROS / PRTB / DC / PMN \| \| \| \| RJ \| Thiago Pampolha (UNIÃO) \| Marcelo Itagiba (Avante) candidatura isolada \| Avante / PL / UNIÃO / MDB / PP / Republicanos / PODE / PSC / PTB / Solidariedade / PROS / PRTB / DC / PMN \| \| \| \| RN \| ninguém \| ninguém \| nenhuma \| \| \| \| RO \| Marcos Rocha (UNIÃO) \| Mariana Carvalho (Republicanos) \| Avante / UNIÃO / Republicanos / MDB / Fed. PSDB Cidadania / PSC / Patriota \| \| \| \| RO \| Sérgio Gonçalves (UNIÃO) \| Mariana Carvalho (Republicanos) \| Avante / UNIÃO / Republicanos / MDB / Fed. PSDB Cidadania / PSC / Patriota \| \| \| \| RR \| ninguém \| ninguém \| nenhuma \| \| \| \| RS \| Vieira da Cunha (PDT) \| Professor Nado (Avante) \| Avante / PDT \| \| \| \| RS \| Regina Santos (PDT) \| Professor Nado (Avante) \| Avante / PDT \| \| \| \| SC \| Carlos Moisés (Republicanos) \| Celso Maldaner (MDB) \| Avante / Republicanos / MDB / PODE / PSC / DC \| \| \| \| SC \| Udo Döhler (MDB) \| Celso Maldaner (MDB) \| Avante / Republicanos / MDB / PODE / PSC / DC \| \| \| \| SE \| Fábio Mitidieri (PSD) \| Laércio Oliveira (PP) \| Avante / PSD / PDT / PP / UNIÃO / Republicanos / PSC \| \| \| \| SE \| Zezinho Sobral (PDT) \| Laércio Oliveira (PP) \| Avante / PSD / PDT / PP / UNIÃO / Republicanos / PSC \| \| \| \| SP \| Rodrigo Garcia (PSDB) \| Edson Aparecido (MDB) \| Avante / Fed. PSDB Cidadania / UNIÃO / MDB / PP / PODE / Solidariedade / Patriota / PROS \| \| \| \| SP \| Eugênio Zuliani (UNIÃO) \| Edson Aparecido (MDB) \| Avante / Fed. PSDB Cidadania / UNIÃO / MDB / PP / PODE / Solidariedade / Patriota / PROS \| \| \| \| TO \| Irajá Abreu (PSD) \| Guaracy Batista (Avante) desistiu da candidatura \| Avante / PSD / PSB / PP / Patriota / PRTB / PROS \| \| \| \| TO \| Professora Lires (PSD) \| Guaracy Batista (Avante) desistiu da candidatura \| Avante / PSD / PSB / PP / Patriota / PRTB / PROS \| \| \| |                                         |                                                  | |                                         |                                           |
| UF | Candidatos(as) a Governador(a) e a Vice | Candidatos(as) a Senadores(as)                   | Coligação majoritária (governo e senado)                                                                                     | Deputados(as) federais eleitos(as) — 38 | Deputados(as) estaduais eleitos(as) — 123 |
| AC | Sérgio Petecão (PSD)                    | Vanda Milani (PROS)                              | Avante / PSD / PROS / PTB |                                         |                                           |
| AC | Total Filho (PSD)                       | Vanda Milani (PROS)                              | Avante / PSD / PROS / PTB |                                         |                                           |
| AL | ninguém                                 | ninguém                                          | nenhuma |                                         |                                           |
| AM | Wilson Lima (UNIÃO)                     | Coronel Menezes (PL)                             | Avante / UNIÃO / PL / PP / Republicanos / PTB / PSC / Patriota / PRTB / PMN                                                  |                                         |                                           |
| AM | Tadeu de Souza (Avante)                 | Coronel Menezes (PL)                             | Avante / UNIÃO / PL / PP / Republicanos / PTB / PSC / Patriota / PRTB / PMN                                                  |                                         |                                           |
| AP | ninguém                                 | Valdenor Guedes (Avante)                         | Avante |                                         |                                           |
| BA | Jerônimo Rodrigues (PT)                 | Otto Alencar (PSD)                               | Avante / FE Brasil (PT/PCdoB/PV) / MDB / PSD / PSB                                                                           |                                         |                                           |
| BA | Geraldo Junior (MDB)                    | Otto Alencar (PSD)                               | Avante / FE Brasil (PT/PCdoB/PV) / MDB / PSD / PSB                                                                           |                                         |                                           |
| CE | Capitão Wagner (UNIÃO)                  | Kamila Cardoso (Avante)                          | Avante / UNIÃO / PL / Republicanos / PTB / PODE / PROS                                                                       |                                         |                                           |
| CE | Raimundo Matos (PL)                     | Kamila Cardoso (Avante)                          | Avante / UNIÃO / PL / Republicanos / PTB / PODE / PROS                                                                       |                                         |                                           |
| DF | Ibaneis Rocha (MDB)                     | Flávia Arruda (PL)                               | Avante / MDB / PP / PL / Solidariedade / Agir / PROS                                                                         |                                         |                                           |
| DF | Celina Leão (PP)                        | Flávia Arruda (PL)                               | Avante / MDB / PP / PL / Solidariedade / Agir / PROS                                                                         |                                         |                                           |
| ES | Audifax Barcelos (REDE)                 | Nelson Júnior (Avante)                           | Avante / Fed. PSOL REDE / Solidariedade / PROS                                                                               |                                         |                                           |
| ES | Tenente Andressa (Solidariedade)        | Nelson Júnior (Avante)                           | Avante / Fed. PSOL REDE / Solidariedade / PROS                                                                               |                                         |                                           |
| GO | Ronaldo Caiado (UNIÃO)                  | Delegado Waldir (UNIÃO)                          | Avante / UNIÃO / MDB / PP / PSD / PSC / Solidariedade / PODE / PDT / PROS / PRTB                                             |                                         |                                           |
| GO | Daniel Vilela (MDB)                     | Alexandre Baldy (PP)                             | Avante / UNIÃO / MDB / PP / PSD / PSC / Solidariedade / PODE / PDT / PROS / PRTB                                             |                                         |                                           |
| GO | Daniel Vilela (MDB)                     | Vilmar Rocha (PSD)                               | Avante / UNIÃO / MDB / PP / PSD / PSC / Solidariedade / PODE / PDT / PROS / PRTB                                             |                                         |                                           |
| MA | ninguém                                 | ninguém                                          | nenhuma |                                         |                                           |
| MG | Romeu Zema (NOVO)                       | Marcelo Aro (PP)                                 | Avante / NOVO / PP / MDB |                                         |                                           |
| MG | Professor Mateus (NOVO)                 | Marcelo Aro (PP)                                 | Avante / NOVO / PP / MDB |                                         |                                           |
| MS | Capitão Contar (PRTB)                   | ninguém                                          | Avante / PRTB |                                         |                                           |
| MS | Beto Figueiró (PRTB)                    | ninguém                                          | Avante / PRTB |                                         |                                           |
| MT | ninguém                                 | ninguém                                          | nenhuma |                                         |                                           |
| PA | Helder Barbalho (MDB)                   | Elielton Lira (Avante) candidatura isolada       | Avante / MDB / FE Brasil (PT/PCdoB/PV) / Fed. PSDB Cidadania / UNIÃO / PP / PODE / PDT / PSB / PSD / Republicanos / PTB / DC |                                         |                                           |
| PA | Hana Ghassan (MDB)                      | Elielton Lira (Avante) candidatura isolada       | Avante / MDB / FE Brasil (PT/PCdoB/PV) / Fed. PSDB Cidadania / UNIÃO / PP / PODE / PDT / PSB / PSD / Republicanos / PTB / DC |                                         |                                           |
| PB | João Azevêdo (PSB)                      | Pollyanna Dutra (PSB)                            | Avante / PSB / PP / PSD / Solidariedade / PODE / Republicanos / Patriota / Agir / PMN                                        |                                         |                                           |
| PB | Lucas Ribeiro (PP)                      | Pollyanna Dutra (PSB)                            | Avante / PSB / PP / PSD / Solidariedade / PODE / Republicanos / Patriota / Agir / PMN                                        |                                         |                                           |
| PE | Marília Arraes (Solidariedade)          | André de Paula (PSD)                             | Avante / Solidariedade / PSD / Agir / PROS / PMN                                                                             |                                         |                                           |
| PE | Sebastião Oliveira (Avante)             | André de Paula (PSD)                             | Avante / Solidariedade / PSD / Agir / PROS / PMN                                                                             |                                         |                                           |
| PI | Silvio Mendes (UNIÃO)                   | Joel Rodrigues (PP)                              | Avante / UNIÃO / PP / Fed. PSDB Cidadania / PDT / PTB                                                                        |                                         |                                           |
| PI | Iracema Portela (PP)                    | Joel Rodrigues (PP)                              | Avante / UNIÃO / PP / Fed. PSDB Cidadania / PDT / PTB                                                                        |                                         |                                           |
| PR | ninguém                                 | ninguém                                          | nenhuma |                                         |                                           |
| RJ | Cláudio Castro (PL)                     | Marcelo Itagiba (Avante) candidatura isolada     | Avante / PL / UNIÃO / MDB / PP / Republicanos / PODE / PSC / PTB / Solidariedade / PROS / PRTB / DC / PMN                    |                                         |                                           |
| RJ | Thiago Pampolha (UNIÃO)                 | Marcelo Itagiba (Avante) candidatura isolada     | Avante / PL / UNIÃO / MDB / PP / Republicanos / PODE / PSC / PTB / Solidariedade / PROS / PRTB / DC / PMN                    |                                         |                                           |
| RN | ninguém                                 | ninguém                                          | nenhuma |                                         |                                           |
| RO | Marcos Rocha (UNIÃO)                    | Mariana Carvalho (Republicanos)                  | Avante / UNIÃO / Republicanos / MDB / Fed. PSDB Cidadania / PSC / Patriota                                                   |                                         |                                           |
| RO | Sérgio Gonçalves (UNIÃO)                | Mariana Carvalho (Republicanos)                  | Avante / UNIÃO / Republicanos / MDB / Fed. PSDB Cidadania / PSC / Patriota                                                   |                                         |                                           |
| RR | ninguém                                 | ninguém                                          | nenhuma |                                         |                                           |
| RS | Vieira da Cunha (PDT)                   | Professor Nado (Avante)                          | Avante / PDT |                                         |                                           |
| RS | Regina Santos (PDT)                     | Professor Nado (Avante)                          | Avante / PDT |                                         |                                           |
| SC | Carlos Moisés (Republicanos)            | Celso Maldaner (MDB)                             | Avante / Republicanos / MDB / PODE / PSC / DC                                                                                |                                         |                                           |
| SC | Udo Döhler (MDB)                        | Celso Maldaner (MDB)                             | Avante / Republicanos / MDB / PODE / PSC / DC                                                                                |                                         |                                           |
| SE | Fábio Mitidieri (PSD)                   | Laércio Oliveira (PP)                            | Avante / PSD / PDT / PP / UNIÃO / Republicanos / PSC                                                                         |                                         |                                           |
| SE | Zezinho Sobral (PDT)                    | Laércio Oliveira (PP)                            | Avante / PSD / PDT / PP / UNIÃO / Republicanos / PSC                                                                         |                                         |                                           |
| SP | Rodrigo Garcia (PSDB)                   | Edson Aparecido (MDB)                            | Avante / Fed. PSDB Cidadania / UNIÃO / MDB / PP / PODE / Solidariedade / Patriota / PROS                                     |                                         |                                           |
| SP | Eugênio Zuliani (UNIÃO)                 | Edson Aparecido (MDB)                            | Avante / Fed. PSDB Cidadania / UNIÃO / MDB / PP / PODE / Solidariedade / Patriota / PROS                                     |                                         |                                           |
| TO | Irajá Abreu (PSD)                       | Guaracy Batista (Avante) desistiu da candidatura | Avante / PSD / PSB / PP / Patriota / PRTB / PROS                                                                             |                                         |                                           |
| TO | Professora Lires (PSD)                  | Guaracy Batista (Avante) desistiu da candidatura | Avante / PSD / PSB / PP / Patriota / PRTB / PROS                                                                             |                                         |                                           |

| Participação e desempenho do Avante nas eleições estaduais de 2018 |                                         |                                    | |                                                                   |                                                                                              |
| Candidatos majoritários eleitos (11 governadores e 16 senadores). Em negrito estão os candidatos filiados ao Avante durante a eleição. Os cargos obtidos na Câmara Federal e nas Assembleias Legislativas são referentes às coligações proporcionais que o Avante compôs. Tais coligações não são necessariamente iguais às coligações majoritárias e geralmente são menores. Não estão listados os futuros suplentes empossados. \| UF \| Candidatos(as) a Governador(a) e a Vice \| Candidatos(as) a Senadores(as) \| Coligação majoritária (governo e senado) \| Deputados(as) federais eleitos(as) — 38 \| Deputados(as) estaduais eleitos(as) — 123 \| \| -- \| ------------------------------------------- \| ---------------------------------- \| ------------------------------------------------------------------------------------------------------------ \| ----------------------------------------------------------------- \| -------------------------------------------------------------------------------------------- \| \| AC \| David Hall (Avante) \| ninguém \| nenhuma \| ninguém \| ninguém \| \| AC \| Thiago Gonçalves (Avante) \| ninguém \| nenhuma \| ninguém \| ninguém \| \| AL \| Renan Filho (MDB) \| Renan Calheiros (MDB) \| Avante / MDB / PR / PPS / DC / PCdoB / PDT / PHS / PMN / PODE / PRP / PRTB / PSD / PT / PTB / PV / SD \| 1 PSD, 1 PR, 1 PTB, 1 MDB, 1 PT \| 1 PDT, 1 PMN \| \| AL \| Luciano Barbosa (MDB) \| Maurício Quintella Lessa (PR) \| Avante / MDB / PR / PPS / DC / PCdoB / PDT / PHS / PMN / PODE / PRP / PRTB / PSD / PT / PTB / PV / SD \| 1 PSD, 1 PR, 1 PTB, 1 MDB, 1 PT \| 1 PDT, 1 PMN \| \| AM \| Amazonino Mendes (PDT) \| Hissa Abrahão (PDT) \| Avante / PDT / PP / PR / PPS / PHS / PPL / PRP / PSL / PTB / PV / SD \| ninguém \| 1 PDT, 1 PRP \| \| AM \| Rebeca Garcia (PP) \| Alfredo Nascimento (PR) \| Avante / PDT / PP / PR / PPS / PHS / PPL / PRP / PSL / PTB / PV / SD \| ninguém \| 1 PDT, 1 PRP \| \| AP \| Davi Alcolumbre (DEM) \| Randolfe Rodrigues (REDE) \| Avante / DEM / PP / REDE / PSDB / PSD / PSC / PODE / PPL / SD / Patriota \| Leda Sadala (Avante) \| 2 DEM, 1 PSDB \| \| AP \| Silvana Vedovelli (PP) \| Sebastião Bala Rocha (PSDB) \| Avante / DEM / PP / REDE / PSDB / PSD / PSC / PODE / PPL / SD / Patriota \| Leda Sadala (Avante) \| 2 DEM, 1 PSDB \| \| BA \| Rui Costa (PT) \| Jacques Wagner (PT) \| Avante / PT / PP / PDT / PSD / PSB / PCdoB / PR / PRP / PMB / PMN / PODE / PTC / PROS \| Pastor Sargento Isidório (Avante), Tito Cordeiro (Avante) \| João Isidório (Avante) + 10 PT, 9 PSD, 7 PP, 4 PSB, 3 PDT, 1 PR, 1 PODE, 1 PRP \| \| BA \| João Leão (PP) \| Angelo Coronel (PSD) \| Avante / PT / PP / PDT / PSD / PSB / PCdoB / PR / PRP / PMB / PMN / PODE / PTC / PROS \| Pastor Sargento Isidório (Avante), Tito Cordeiro (Avante) \| João Isidório (Avante) + 10 PT, 9 PSD, 7 PP, 4 PSB, 3 PDT, 1 PR, 1 PODE, 1 PRP \| \| CE \| apoio informal a Camilo Santana (PT)[42] \| Eunício Oliveira (MDB) \| PT / PDT / PP / PSB / PR / PTB / DEM / PCdoB / PPS / PRP / PV / PMN / PPL / PRTB / PMB / Patriota \| 1 MDB, 1 SD, 1 PSD \| 4 MDB, 2 SD, 2 PSD, 1 PRB \| \| CE \| apoio informal a Izolda Cela (PDT)[42] \| Alberto Bardawil (PODE) \| PT / PDT / PP / PSB / PR / PTB / DEM / PCdoB / PPS / PRP / PV / PMN / PPL / PRTB / PMB / Patriota \| 1 MDB, 1 SD, 1 PSD \| 4 MDB, 2 SD, 2 PSD, 1 PRB \| \| DF \| Ibaneis Rocha (MDB) \| Hélio Queiroz (PP) renunciou \| Avante / MDB / PP / PSL / PPL \| 1 PP \| João Cardoso (Avante), Reginaldo Sardinha (Avante) \| \| DF \| Paco Britto (Avante) \| João Pedro Ferraz (PPL) indeferido \| Avante / MDB / PP / PSL / PPL \| 1 PP \| João Cardoso (Avante), Reginaldo Sardinha (Avante) \| \| ES \| Renato Casagrande (PSB) \| Marcos do Val (PPS) \| Avante / PSB / PSDB / DEM / PSC / PCdoB / PV / DC / SD / PP / PPS / PTC / PDT / PPL / PRP / PSD / PHS / PROS \| 2 PSB \| Carlos Von (Avante) + 1 PPS \| \| ES \| Jacqueline Moraes (PSB) \| Ricardo Ferraço (PSDB) \| Avante / PSB / PSDB / DEM / PSC / PCdoB / PV / DC / SD / PP / PPS / PTC / PDT / PPL / PRP / PSD / PHS / PROS \| 2 PSB \| Carlos Von (Avante) + 1 PPS \| \| GO \| José Éliton (PSDB) \| Vanderlan Cardoso (PP) \| Avante / PSDB / PPS / PSB / PTB / PSD / SD / PV / REDE / Patriota \| ninguém \| 1 PV \| \| GO \| Raquel Teixeira (PSDB) \| Marconi Perillo (PSDB) \| Avante / PSDB / PPS / PSB / PTB / PSD / SD / PV / REDE / Patriota \| ninguém \| 1 PV \| \| MA \| Flávio Dino (PCdoB) \| Weverton Rocha (PDT) \| Avante / PCdoB / PDT / PT / PSB / PPS / PROS / PTB / PRB / PR / DEM / PP / PTC / SD / PPL / Patriota \| 2 PCdoB, 1 PTB, 1 PRB, 1 PSB, 1 DEM \| 7 PDT, 6 PCdoB, 5 DEM, 3 PR, 2 PSB, 2 PP, 1 PRB \| \| MA \| Carlos Brandão (PRB) \| Eliziane Gama (PPS) \| Avante / PCdoB / PDT / PT / PSB / PPS / PROS / PTB / PRB / PR / DEM / PP / PTC / SD / PPL / Patriota \| 2 PCdoB, 1 PTB, 1 PRB, 1 PSB, 1 DEM \| 7 PDT, 6 PCdoB, 5 DEM, 3 PR, 2 PSB, 2 PP, 1 PRB \| \| MG \| Claudiney Dulim (Avante) \| Edson André P. (Avante) \| nenhuma \| André Janones (Avante), Greyce Elias (Avante), Luís Tibé (Avante) \| Fábio Avelar (Avante), João Bosco (Avante) \| \| MG \| Leandro Ramon (Avante) \| Edson André P. (Avante) \| nenhuma \| André Janones (Avante), Greyce Elias (Avante), Luís Tibé (Avante) \| Fábio Avelar (Avante), João Bosco (Avante) \| \| MS \| Reinaldo Azambuja (PSDB) \| Nelsinho Trad (PTB) \| Avante / PSDB / DEM / PPS / PP / PSD / PMB / PSB / PTB / PSL / PROS / PMN / SD / Patriota \| 2 PSL \| 1 Patriota, 1 PSD \| \| MS \| Murilo Zauith (DEM) \| Marcelo Miglioli (PSDB) \| Avante / PSDB / DEM / PPS / PP / PSD / PMB / PSB / PTB / PSL / PROS / PMN / SD / Patriota \| 2 PSL \| 1 Patriota, 1 PSD \| \| MT \| Pedro Taques (PSDB) \| Selma Arruda (PSL) \| Avante / PSDB / PSL / PSB / SD / PPS / DC / PRTB / Patriota \| ninguém \| 2 DC \| \| MT \| Rui Prado (PSDB) \| Nilson Leitão (PSDB) \| Avante / PSDB / PSL / PSB / SD / PPS / DC / PRTB / Patriota \| ninguém \| 2 DC \| \| PA \| Helder Barbalho (MDB) \| Jader Barbalho (MDB) \| Avante / MDB / PR / PP / PSD / PRB / PTB / PROS / PSC / PODE / PSL / PHS / DC / PMB / PTC / Patriota \| ninguém \| 2 PTB, 1 PSL \| \| PA \| Lúcio Vale (PR) \| Zequinha Marinho (PSC) \| Avante / MDB / PR / PP / PSD / PRB / PTB / PROS / PSC / PODE / PSL / PHS / DC / PMB / PTC / Patriota \| ninguém \| 2 PTB, 1 PSL \| \| PB \| João Azevêdo (PSB) \| Veneziano Vital (PSB) \| Avante / PSB / PDT / PT / DEM / PR / PTB / PRP / PODE / PRB / PCdoB / PMN / REDE / PPS / PROS \| ninguém \| Genival Matias (Avante), Júnior Araújo (Avante), Taciano Diniz (Avante), Tião Gomes (Avante) \| \| PB \| Lígia Feliciano (PDT) \| Luiz Couto (PT) \| Avante / PSB / PDT / PT / DEM / PR / PTB / PRP / PODE / PRB / PCdoB / PMN / REDE / PPS / PROS \| ninguém \| Genival Matias (Avante), Júnior Araújo (Avante), Taciano Diniz (Avante), Tião Gomes (Avante) \| \| PE \| Maurício Rands (PROS) \| Silvio Costa (Avante) \| Avante / PROS / PDT \| 2 PDT \| João Paulo Costa (Avante) + 1 PDT \| \| PE \| Isabella Roldão (PDT) \| Lídia Brunes (PROS) \| Avante / PROS / PDT \| 2 PDT \| João Paulo Costa (Avante) + 1 PDT \| \| PI \| Elmano Férrer (PODE) \| ninguém \| Avante / PODE / PV / REDE / PPS / PMB / PRP / PHS / Patriota \| ninguém \| 1 PV, 1 PPS \| \| PI \| Luiz Ayrton Júnior (PV) \| ninguém \| Avante / PODE / PV / REDE / PPS / PMB / PRP / PHS / Patriota \| ninguém \| 1 PV, 1 PPS \| \| PR \| Ratinho Júnior (PSD) \| Oriovisto Guimarães (PODE) \| Avante / PSD / PODE / PSC / PRB / PR / PPS / PV / PHS \| 2 PRB \| 2 PR, 1 PRB \| \| PR \| Darci Piana (PSD) \| Oriovisto Guimarães (PODE) \| Avante / PSD / PODE / PSC / PRB / PR / PPS / PV / PHS \| 2 PRB \| 2 PR, 1 PRB \| \| RJ \| Eduardo Paes (DEM) \| Cesar Maia (DEM) \| Avante / DEM / PSDB / PP / PTB / MDB / SD / PV / DC / PHS / PPS / PMN \| Chiquinho Brazão (Avante) \| Marcos Abrahão (Avante) \| \| RJ \| Comte Bittencourt (PPS) \| Aspásia Camargo (PSDB) \| Avante / DEM / PSDB / PP / PTB / MDB / SD / PV / DC / PHS / PPS / PMN \| Chiquinho Brazão (Avante) \| Marcos Abrahão (Avante) \| \| RN \| Robinson Faria (PSD) \| Geraldo Melo (PSDB) \| Avante / PSD / PRB / PSDB / PRB / PMB / PTC / PSB / PRP / PPS / PROS \| 1 PTC, 1 PR, 1 PSB, 1 PSD \| Bernardo Amorim (Avante), Kleber Rodrigues (Avante) \| \| RN \| Tião Couto (PRB) \| Geraldo Melo (PSDB) \| Avante / PSD / PRB / PSDB / PRB / PMB / PTC / PSB / PRP / PPS / PROS \| 1 PTC, 1 PR, 1 PSB, 1 PSD \| Bernardo Amorim (Avante), Kleber Rodrigues (Avante) \| \| RO \| Acir Gurgacz (PDT) \| Jesualdo Júnior (PSB) \| Avante / PDT / DC / PP / PSB / PTC / SD / PTB \| ninguém \| ninguém \| \| RO \| Neodi de Oliveira (DC) \| Carlos Magno (PP) \| Avante / PDT / DC / PP / PSB / PTC / SD / PTB \| ninguém \| ninguém \| \| RR \| apoio informal a Antônio Denarium (PSL)[43] \| ninguém \| PSL / PTC / PRB / PRP / PROS / Patriota / PSC / PPL \| ninguém \| 1 PSB \| \| RR \| apoio informal a Frutuoso Lins (PTC)[43] \| ninguém \| PSL / PTC / PRB / PRP / PROS / Patriota / PSC / PPL \| ninguém \| 1 PSB \| \| RS \| Jairo Jorge (PDT) \| Ana Varela (PODE) \| Avante / PDT / PODE / SD / PV / PMB / PPL \| ninguém \| 1 PODE \| \| RS \| Cláudio Bier (PV) \| Sandra Weber (SD) \| Avante / PDT / PODE / SD / PV / PMB / PPL \| ninguém \| 1 PODE \| \| SC \| Mauro Mariani (MDB) \| Jorginho Mello (PR) \| Avante / MDB / PSDB / PR / DC / PPS / PTB / PRTB / PTC \| ninguém \| 3 PR \| \| SC \| Napoleão Bernardes (PSDB) \| Paulo Bauer (PSDB) \| Avante / MDB / PSDB / PR / DC / PPS / PTB / PRTB / PTC \| ninguém \| 3 PR \| \| SE \| ninguém \| ninguém \| nenhuma \| ninguém \| 2 PODE \| \| SP \| Márcio França (PSB) \| Maurren Maggi (PSB) \| Avante / PSB / PR / PSC / PODE / PROS / PTB / PV / PMB / PHS / PPL / PRP / PSC / SD / Patriota \| ninguém \| Sargento Neri (Avante) \| \| SP \| Coronel Eliane Nikoluk (PR) \| Mário Covas Neto (PODE) \| Avante / PSB / PR / PSC / PODE / PROS / PTB / PV / PMB / PHS / PPL / PRP / PSC / SD / Patriota \| ninguém \| Sargento Neri (Avante) \| \| TO \| Mauro Carlesse (PHS) \| Eduardo Gomes (SD) \| Avante / PHS / SD / PP / DEM / PTC / PROS / PRB / Patriota \| 2 SD, 2 DEM \| 3 SD, 1 PTC, 1 PHS, 1 DEM, 1 PP, 1 PROS \| \| TO \| Wanderlei Barbosa (PHS) \| César Halum (PRB) \| Avante / PHS / SD / PP / DEM / PTC / PROS / PRB / Patriota \| 2 SD, 2 DEM \| 3 SD, 1 PTC, 1 PHS, 1 DEM, 1 PP, 1 PROS \| |                                         |                                    | |                                                                   |                                                                                              |
| UF | Candidatos(as) a Governador(a) e a Vice | Candidatos(as) a Senadores(as)     | Coligação majoritária (governo e senado)                                                                     | Deputados(as) federais eleitos(as) — 38                           | Deputados(as) estaduais eleitos(as) — 123                                                    |
| AC | David Hall (Avante)                     | ninguém                            | nenhuma | ninguém                                                           | ninguém                                                                                      |
| AC | Thiago Gonçalves (Avante)               | ninguém                            | nenhuma | ninguém                                                           | ninguém                                                                                      |
| AL | Renan Filho (MDB)                       | Renan Calheiros (MDB)              | Avante / MDB / PR / PPS / DC / PCdoB / PDT / PHS / PMN / PODE / PRP / PRTB / PSD / PT / PTB / PV / SD        | 1 PSD, 1 PR, 1 PTB, 1 MDB, 1 PT                                   | 1 PDT, 1 PMN                                                                                 |
| AL | Luciano Barbosa (MDB)                   | Maurício Quintella Lessa (PR)      | Avante / MDB / PR / PPS / DC / PCdoB / PDT / PHS / PMN / PODE / PRP / PRTB / PSD / PT / PTB / PV / SD        | 1 PSD, 1 PR, 1 PTB, 1 MDB, 1 PT                                   | 1 PDT, 1 PMN                                                                                 |
| AM | Amazonino Mendes (PDT)                  | Hissa Abrahão (PDT)                | Avante / PDT / PP / PR / PPS / PHS / PPL / PRP / PSL / PTB / PV / SD                                         | ninguém                                                           | 1 PDT, 1 PRP                                                                                 |
| AM | Rebeca Garcia (PP)                      | Alfredo Nascimento (PR)            | Avante / PDT / PP / PR / PPS / PHS / PPL / PRP / PSL / PTB / PV / SD                                         | ninguém                                                           | 1 PDT, 1 PRP                                                                                 |
| AP | Davi Alcolumbre (DEM)                   | Randolfe Rodrigues (REDE)          | Avante / DEM / PP / REDE / PSDB / PSD / PSC / PODE / PPL / SD / Patriota                                     | Leda Sadala (Avante)                                              | 2 DEM, 1 PSDB                                                                                |
| AP | Silvana Vedovelli (PP)                  | Sebastião Bala Rocha (PSDB)        | Avante / DEM / PP / REDE / PSDB / PSD / PSC / PODE / PPL / SD / Patriota                                     | Leda Sadala (Avante)                                              | 2 DEM, 1 PSDB                                                                                |
| BA | Rui Costa (PT)                          | Jacques Wagner (PT)                | Avante / PT / PP / PDT / PSD / PSB / PCdoB / PR / PRP / PMB / PMN / PODE / PTC / PROS                        | Pastor Sargento Isidório (Avante), Tito Cordeiro (Avante)         | João Isidório (Avante) + 10 PT, 9 PSD, 7 PP, 4 PSB, 3 PDT, 1 PR, 1 PODE, 1 PRP               |
| BA | João Leão (PP)                          | Angelo Coronel (PSD)               | Avante / PT / PP / PDT / PSD / PSB / PCdoB / PR / PRP / PMB / PMN / PODE / PTC / PROS                        | Pastor Sargento Isidório (Avante), Tito Cordeiro (Avante)         | João Isidório (Avante) + 10 PT, 9 PSD, 7 PP, 4 PSB, 3 PDT, 1 PR, 1 PODE, 1 PRP               |
| CE | apoio informal a Camilo Santana (PT)    | Eunício Oliveira (MDB)             | PT / PDT / PP / PSB / PR / PTB / DEM / PCdoB / PPS / PRP / PV / PMN / PPL / PRTB / PMB / Patriota            | 1 MDB, 1 SD, 1 PSD                                                | 4 MDB, 2 SD, 2 PSD, 1 PRB                                                                    |
| CE | apoio informal a Izolda Cela (PDT)      | Alberto Bardawil (PODE)            | PT / PDT / PP / PSB / PR / PTB / DEM / PCdoB / PPS / PRP / PV / PMN / PPL / PRTB / PMB / Patriota            | 1 MDB, 1 SD, 1 PSD                                                | 4 MDB, 2 SD, 2 PSD, 1 PRB                                                                    |
| DF | Ibaneis Rocha (MDB)                     | Hélio Queiroz (PP) renunciou       | Avante / MDB / PP / PSL / PPL                                                                                | 1 PP                                                              | João Cardoso (Avante), Reginaldo Sardinha (Avante)                                           |
| DF | Paco Britto (Avante)                    | João Pedro Ferraz (PPL) indeferido | Avante / MDB / PP / PSL / PPL                                                                                | 1 PP                                                              | João Cardoso (Avante), Reginaldo Sardinha (Avante)                                           |
| ES | Renato Casagrande (PSB)                 | Marcos do Val (PPS)                | Avante / PSB / PSDB / DEM / PSC / PCdoB / PV / DC / SD / PP / PPS / PTC / PDT / PPL / PRP / PSD / PHS / PROS | 2 PSB                                                             | Carlos Von (Avante) + 1 PPS                                                                  |
| ES | Jacqueline Moraes (PSB)                 | Ricardo Ferraço (PSDB)             | Avante / PSB / PSDB / DEM / PSC / PCdoB / PV / DC / SD / PP / PPS / PTC / PDT / PPL / PRP / PSD / PHS / PROS | 2 PSB                                                             | Carlos Von (Avante) + 1 PPS                                                                  |
| GO | José Éliton (PSDB)                      | Vanderlan Cardoso (PP)             | Avante / PSDB / PPS / PSB / PTB / PSD / SD / PV / REDE / Patriota                                            | ninguém                                                           | 1 PV                                                                                         |
| GO | Raquel Teixeira (PSDB)                  | Marconi Perillo (PSDB)             | Avante / PSDB / PPS / PSB / PTB / PSD / SD / PV / REDE / Patriota                                            | ninguém                                                           | 1 PV                                                                                         |
| MA | Flávio Dino (PCdoB)                     | Weverton Rocha (PDT)               | Avante / PCdoB / PDT / PT / PSB / PPS / PROS / PTB / PRB / PR / DEM / PP / PTC / SD / PPL / Patriota         | 2 PCdoB, 1 PTB, 1 PRB, 1 PSB, 1 DEM                               | 7 PDT, 6 PCdoB, 5 DEM, 3 PR, 2 PSB, 2 PP, 1 PRB                                              |
| MA | Carlos Brandão (PRB)                    | Eliziane Gama (PPS)                | Avante / PCdoB / PDT / PT / PSB / PPS / PROS / PTB / PRB / PR / DEM / PP / PTC / SD / PPL / Patriota         | 2 PCdoB, 1 PTB, 1 PRB, 1 PSB, 1 DEM                               | 7 PDT, 6 PCdoB, 5 DEM, 3 PR, 2 PSB, 2 PP, 1 PRB                                              |
| MG | Claudiney Dulim (Avante)                | Edson André P. (Avante)            | nenhuma | André Janones (Avante), Greyce Elias (Avante), Luís Tibé (Avante) | Fábio Avelar (Avante), João Bosco (Avante)                                                   |
| MG | Leandro Ramon (Avante)                  | Edson André P. (Avante)            | nenhuma | André Janones (Avante), Greyce Elias (Avante), Luís Tibé (Avante) | Fábio Avelar (Avante), João Bosco (Avante)                                                   |
| MS | Reinaldo Azambuja (PSDB)                | Nelsinho Trad (PTB)                | Avante / PSDB / DEM / PPS / PP / PSD / PMB / PSB / PTB / PSL / PROS / PMN / SD / Patriota                    | 2 PSL                                                             | 1 Patriota, 1 PSD                                                                            |
| MS | Murilo Zauith (DEM)                     | Marcelo Miglioli (PSDB)            | Avante / PSDB / DEM / PPS / PP / PSD / PMB / PSB / PTB / PSL / PROS / PMN / SD / Patriota                    | 2 PSL                                                             | 1 Patriota, 1 PSD                                                                            |
| MT | Pedro Taques (PSDB)                     | Selma Arruda (PSL)                 | Avante / PSDB / PSL / PSB / SD / PPS / DC / PRTB / Patriota                                                  | ninguém                                                           | 2 DC                                                                                         |
| MT | Rui Prado (PSDB)                        | Nilson Leitão (PSDB)               | Avante / PSDB / PSL / PSB / SD / PPS / DC / PRTB / Patriota                                                  | ninguém                                                           | 2 DC                                                                                         |
| PA | Helder Barbalho (MDB)                   | Jader Barbalho (MDB)               | Avante / MDB / PR / PP / PSD / PRB / PTB / PROS / PSC / PODE / PSL / PHS / DC / PMB / PTC / Patriota         | ninguém                                                           | 2 PTB, 1 PSL                                                                                 |
| PA | Lúcio Vale (PR)                         | Zequinha Marinho (PSC)             | Avante / MDB / PR / PP / PSD / PRB / PTB / PROS / PSC / PODE / PSL / PHS / DC / PMB / PTC / Patriota         | ninguém                                                           | 2 PTB, 1 PSL                                                                                 |
| PB | João Azevêdo (PSB)                      | Veneziano Vital (PSB)              | Avante / PSB / PDT / PT / DEM / PR / PTB / PRP / PODE / PRB / PCdoB / PMN / REDE / PPS / PROS                | ninguém                                                           | Genival Matias (Avante), Júnior Araújo (Avante), Taciano Diniz (Avante), Tião Gomes (Avante) |
| PB | Lígia Feliciano (PDT)                   | Luiz Couto (PT)                    | Avante / PSB / PDT / PT / DEM / PR / PTB / PRP / PODE / PRB / PCdoB / PMN / REDE / PPS / PROS                | ninguém                                                           | Genival Matias (Avante), Júnior Araújo (Avante), Taciano Diniz (Avante), Tião Gomes (Avante) |
| PE | Maurício Rands (PROS)                   | Silvio Costa (Avante)              | Avante / PROS / PDT                                                                                          | 2 PDT                                                             | João Paulo Costa (Avante) + 1 PDT                                                            |
| PE | Isabella Roldão (PDT)                   | Lídia Brunes (PROS)                | Avante / PROS / PDT                                                                                          | 2 PDT                                                             | João Paulo Costa (Avante) + 1 PDT                                                            |
| PI | Elmano Férrer (PODE)                    | ninguém                            | Avante / PODE / PV / REDE / PPS / PMB / PRP / PHS / Patriota                                                 | ninguém                                                           | 1 PV, 1 PPS                                                                                  |
| PI | Luiz Ayrton Júnior (PV)                 | ninguém                            | Avante / PODE / PV / REDE / PPS / PMB / PRP / PHS / Patriota                                                 | ninguém                                                           | 1 PV, 1 PPS                                                                                  |
| PR | Ratinho Júnior (PSD)                    | Oriovisto Guimarães (PODE)         | Avante / PSD / PODE / PSC / PRB / PR / PPS / PV / PHS                                                        | 2 PRB                                                             | 2 PR, 1 PRB                                                                                  |
| PR | Darci Piana (PSD)                       | Oriovisto Guimarães (PODE)         | Avante / PSD / PODE / PSC / PRB / PR / PPS / PV / PHS                                                        | 2 PRB                                                             | 2 PR, 1 PRB                                                                                  |
| RJ | Eduardo Paes (DEM)                      | Cesar Maia (DEM)                   | Avante / DEM / PSDB / PP / PTB / MDB / SD / PV / DC / PHS / PPS / PMN                                        | Chiquinho Brazão (Avante)                                         | Marcos Abrahão (Avante)                                                                      |
| RJ | Comte Bittencourt (PPS)                 | Aspásia Camargo (PSDB)             | Avante / DEM / PSDB / PP / PTB / MDB / SD / PV / DC / PHS / PPS / PMN                                        | Chiquinho Brazão (Avante)                                         | Marcos Abrahão (Avante)                                                                      |
| RN | Robinson Faria (PSD)                    | Geraldo Melo (PSDB)                | Avante / PSD / PRB / PSDB / PRB / PMB / PTC / PSB / PRP / PPS / PROS                                         | 1 PTC, 1 PR, 1 PSB, 1 PSD                                         | Bernardo Amorim (Avante), Kleber Rodrigues (Avante)                                          |
| RN | Tião Couto (PRB)                        | Geraldo Melo (PSDB)                | Avante / PSD / PRB / PSDB / PRB / PMB / PTC / PSB / PRP / PPS / PROS                                         | 1 PTC, 1 PR, 1 PSB, 1 PSD                                         | Bernardo Amorim (Avante), Kleber Rodrigues (Avante)                                          |
| RO | Acir Gurgacz (PDT)                      | Jesualdo Júnior (PSB)              | Avante / PDT / DC / PP / PSB / PTC / SD / PTB                                                                | ninguém                                                           | ninguém                                                                                      |
| RO | Neodi de Oliveira (DC)                  | Carlos Magno (PP)                  | Avante / PDT / DC / PP / PSB / PTC / SD / PTB                                                                | ninguém                                                           | ninguém                                                                                      |
| RR | apoio informal a Antônio Denarium (PSL) | ninguém                            | PSL / PTC / PRB / PRP / PROS / Patriota / PSC / PPL                                                          | ninguém                                                           | 1 PSB                                                                                        |
| RR | apoio informal a Frutuoso Lins (PTC)    | ninguém                            | PSL / PTC / PRB / PRP / PROS / Patriota / PSC / PPL                                                          | ninguém                                                           | 1 PSB                                                                                        |
| RS | Jairo Jorge (PDT)                       | Ana Varela (PODE)                  | Avante / PDT / PODE / SD / PV / PMB / PPL                                                                    | ninguém                                                           | 1 PODE                                                                                       |
| RS | Cláudio Bier (PV)                       | Sandra Weber (SD)                  | Avante / PDT / PODE / SD / PV / PMB / PPL                                                                    | ninguém                                                           | 1 PODE                                                                                       |
| SC | Mauro Mariani (MDB)                     | Jorginho Mello (PR)                | Avante / MDB / PSDB / PR / DC / PPS / PTB / PRTB / PTC                                                       | ninguém                                                           | 3 PR                                                                                         |
| SC | Napoleão Bernardes (PSDB)               | Paulo Bauer (PSDB)                 | Avante / MDB / PSDB / PR / DC / PPS / PTB / PRTB / PTC                                                       | ninguém                                                           | 3 PR                                                                                         |
| SE | ninguém                                 | ninguém                            | nenhuma | ninguém                                                           | 2 PODE                                                                                       |
| SP | Márcio França (PSB)                     | Maurren Maggi (PSB)                | Avante / PSB / PR / PSC / PODE / PROS / PTB / PV / PMB / PHS / PPL / PRP / PSC / SD / Patriota               | ninguém                                                           | Sargento Neri (Avante)                                                                       |
| SP | Coronel Eliane Nikoluk (PR)             | Mário Covas Neto (PODE)            | Avante / PSB / PR / PSC / PODE / PROS / PTB / PV / PMB / PHS / PPL / PRP / PSC / SD / Patriota               | ninguém                                                           | Sargento Neri (Avante)                                                                       |
| TO | Mauro Carlesse (PHS)                    | Eduardo Gomes (SD)                 | Avante / PHS / SD / PP / DEM / PTC / PROS / PRB / Patriota                                                   | 2 SD, 2 DEM                                                       | 3 SD, 1 PTC, 1 PHS, 1 DEM, 1 PP, 1 PROS                                                      |
| TO | Wanderlei Barbosa (PHS)                 | César Halum (PRB)                  | Avante / PHS / SD / PP / DEM / PTC / PROS / PRB / Patriota                                                   | 2 SD, 2 DEM                                                       | 3 SD, 1 PTC, 1 PHS, 1 DEM, 1 PP, 1 PROS                                                      |

| Participação e desempenho do PTdoB nas eleições estaduais de 2014 |                                         |                                | |                                                |                                                                        |
| Candidatos majoritários eleitos (9 governadores e 8 senadores). Em negrito estão os candidatos filiados ao PTdoB durante a eleição. Os cargos obtidos na Câmara Federal e nas Assembleias Legislativas são referentes às coligações proporcionais que o PTdoB compôs. Tais coligações não são necessariamente iguais às coligações majoritárias e geralmente são menores. Não estão listados os futuros suplentes empossados. \| UF \| Candidatos(as) a Governador(a) e a Vice \| Candidatos(as) a Senadores(as) \| Coligação majoritária (governo e senado) \| Deputados(as) federais eleitos(as) — 72 \| Deputados(as) estaduais eleitos(as) — 94 \| \| -- \| --------------------------------------- \| ------------------------------ \| --------------------------------------------------------------------------------------------------------------------------- \| ---------------------------------------------- \| ---------------------------------------------------------------------- \| \| AC \| Márcio Bittar (PSDB) \| Gladson Cameli (PP) \| PTdoB / PMDB / PSDB / PSC / PTC / PPS / PR / SD / PP / PSD \| 2 PMDB, 1 PSDB \| 2 PMDB, 1 PSDB \| \| AC \| Antonio Sales (PMDB) \| Gladson Cameli (PP) \| PTdoB / PMDB / PSDB / PSC / PTC / PPS / PR / SD / PP / PSD \| 2 PMDB, 1 PSDB \| 2 PMDB, 1 PSDB \| \| AL \| Renan Filho (PMDB) \| Collor de Mello (PTB) \| PTdoB / PMDB / PTB / PCdoB / PSC / PV / PHS / PROS / PSD / PDT / PT \| 1 PMDB, 1 PDT, 1 PROS, 1 PT \| 2 PROS \| \| AL \| Luciano Barbosa (PMDB) \| Collor de Mello (PTB) \| PTdoB / PMDB / PTB / PCdoB / PSC / PV / PHS / PROS / PSD / PDT / PT \| 1 PMDB, 1 PDT, 1 PROS, 1 PT \| 2 PROS \| \| AM \| José Melo (PROS) \| Omar Aziz (PSD) \| PTdoB / PROS / DEM / PSL / PTN / PRP / PSDB / PRTB / PHS / PTC / PR / PV / PEN / PSD / SD / PSC \| 2 PSD, 1 PSDB, 1 PR, 1 DEM \| 2 PR \| \| AM \| Henrique Oliveira (SD) \| Omar Aziz (PSD) \| PTdoB / PROS / DEM / PSL / PTN / PRP / PSDB / PRTB / PHS / PTC / PR / PV / PEN / PSD / SD / PSC \| 2 PSD, 1 PSDB, 1 PR, 1 DEM \| 2 PR \| \| AP \| Bruno Mineiro (PTdoB) \| Promotor Moisés (PEN) \| PTdoB / PSDC / PV / PRB / PR / PEN / PROS / PHS / PTN \| 1 PR, 1 PRB \| Kaká Barbosa (PTdoB) \| \| AP \| Aline Gurgel (PR) \| Promotor Moisés (PEN) \| PTdoB / PSDC / PV / PRB / PR / PEN / PROS / PHS / PTN \| 1 PR, 1 PRB \| Kaká Barbosa (PTdoB) \| \| BA \| Paulo Souto (DEM) \| Geddel Lima (PMDB) \| PTdoB / DEM / PSDB / PMDB / SD / PTN / PROS / PRB / PSC / PTC / PPS / PRP / PSDC / PV \| ninguém \| ninguém \| \| BA \| Joaci Góes (PSDB) \| Geddel Lima (PMDB) \| PTdoB / DEM / PSDB / PMDB / SD / PTN / PROS / PRB / PSC / PTC / PPS / PRP / PSDC / PV \| ninguém \| ninguém \| \| CE \| Camilo Santana (PT) \| Mauro Filho (PROS) \| PTdoB / PV / PP / PDT / PT / PTC / SD / PTB / PRB / PSL / PEN / PMN / PSD / PCdoB / PROS / PHS / PPL / PRTB \| ninguém \| 2 PP \| \| CE \| Izolda Cela (PROS) \| Mauro Filho (PROS) \| PTdoB / PV / PP / PDT / PT / PTC / SD / PTB / PRB / PSL / PEN / PMN / PSD / PCdoB / PROS / PHS / PPL / PRTB \| ninguém \| 2 PP \| \| DF \| Agnelo Queiroz (PT) \| Geraldo Magela (PT) \| PTdoB / PT / PMDB / PCdoB / PP / PHS / PRP / PPL / PTN / PSC / PEN / PV / PROS / PTC / PSL / PRB \| 1 PMDB \| 1 PHS \| \| DF \| Tadeu Filippelli (PMDB) \| Geraldo Magela (PT) \| PTdoB / PT / PMDB / PCdoB / PP / PHS / PRP / PPL / PTN / PSC / PEN / PV / PROS / PTC / PSL / PRB \| 1 PMDB \| 1 PHS \| \| ES \| Renato Casagrande (PSB) \| Neucimar Fraga (PV) \| PTdoB / PSB / PCdoB / PSL / PP / PTB / PSC / PPS / PR / PV / PSD / PTC / PSDC / PHS / PTN / PPL / PMN / PRB / PRTB \| ninguém \| 2 PP \| \| ES \| Fabrício Gandini (PPS) \| Neucimar Fraga (PV) \| PTdoB / PSB / PCdoB / PSL / PP / PTB / PSC / PPS / PR / PV / PSD / PTC / PSDC / PHS / PTN / PPL / PMN / PRB / PRTB \| ninguém \| 2 PP \| \| GO \| Marconi Perillo (PSDB) \| Vilmar Rocha (PSD) \| PTdoB / PV / PRB / PDT / PPS / PSL / PR / PP / PHS / PMN / PROS / PTC / PSDB / PEN / PSD / PTB \| ninguém \| ninguém \| \| GO \| José Eliton (PP) \| Vilmar Rocha (PSD) \| PTdoB / PV / PRB / PDT / PPS / PSL / PR / PP / PHS / PMN / PROS / PTC / PSDB / PEN / PSD / PTB \| ninguém \| ninguém \| \| MA \| Lobão Filho (PMDB) \| Gastão Vieira (PMDB) \| PTdoB / PMDB / PSL / PEN / PSDC / PRP / PTN / PMN / PV / PHS / PRTB / PR / PRB / DEM / PSD / PT / PTB / PSC \| 2 PEN \| Fábio Braga (PTdoB) + 4 PMDB, 4 PV, 2 PSC, 2 DEM, 2 PR, 1 PRTB \| \| MA \| Arnaldo Melo (PMDB) \| Gastão Vieira (PMDB) \| PTdoB / PMDB / PSL / PEN / PSDC / PRP / PTN / PMN / PV / PHS / PRTB / PR / PRB / DEM / PSD / PT / PTB / PSC \| 2 PEN \| Fábio Braga (PTdoB) + 4 PMDB, 4 PV, 2 PSC, 2 DEM, 2 PR, 1 PRTB \| \| MG \| André Alves (PHS) \| Edilson Nascimento (PTdoB) \| PTdoB / PHS / PEN / PRP \| Luís Tibé (PTdoB) + 1 PHS, 1 PRP \| Emidinho Madeira (PTdoB), Fábio Avelar (Avante), João Bosco (Avante) \| \| MG \| Major Juares Ferreira (PTdoB) \| Edilson Nascimento (PTdoB) \| PTdoB / PHS / PEN / PRP \| Luís Tibé (PTdoB) + 1 PHS, 1 PRP \| Emidinho Madeira (PTdoB), Fábio Avelar (Avante), João Bosco (Avante) \| \| MS \| Nelsinho Trad (PMDB) \| Simone Tebet (PMDB) \| PTdoB / PMDB / PSB / PSC / PHS / PRB / PRTB / PTN / PEN \| ninguém \| Mara Caseiro (PTdoB), Marcio Fernandes (PTdoB) + 1 PEN, 1 PSB \| \| MS \| Pra. Janete Morais (PSB) \| Simone Tebet (PMDB) \| PTdoB / PMDB / PSB / PSC / PHS / PRB / PRTB / PTN / PEN \| ninguém \| Mara Caseiro (PTdoB), Marcio Fernandes (PTdoB) + 1 PEN, 1 PSB \| \| MT \| ninguém \| ninguém \| nenhuma \| ninguém \| ninguém \| \| PA \| Simão Jatene (PSDB) \| ninguém \| PTdoB / PSD / PSB / PMN / SD / PRB / PSC / PTB / PPS / PEN / PP / PTC / PSDC / PSC / PRP \| 3 PSD, 1 PSDB, 1 PTB, 1 PSC, 1 PPS \| ninguém \| \| PA \| Zequinha Marinho (PSC) \| ninguém \| PTdoB / PSD / PSB / PMN / SD / PRB / PSC / PTB / PPS / PEN / PP / PTC / PSDC / PSC / PRP \| 3 PSD, 1 PSDB, 1 PTB, 1 PSC, 1 PPS \| ninguém \| \| PB \| Cássio Cunha Lima (PSDB) \| Wilson Santiago (PTB) \| PTdoB / PSDB / PEN / PR / PTB / PSD / SD / PMN / PPS / PSC / PTN / PRB / PSDC / PP \| 1 PSDB, 1 PP, 1 PR, 1 PP, 1 PSD, 1 SD \| Genival Matias (PTdoB), Inácio Falcão (PTdoB) + 1 PRB, 1 PTN \| \| PB \| Ruy Carneiro (PSDB) \| Wilson Santiago (PTB) \| PTdoB / PSDB / PEN / PR / PTB / PSD / SD / PMN / PPS / PSC / PTN / PRB / PSDC / PP \| 1 PSDB, 1 PP, 1 PR, 1 PP, 1 PSD, 1 SD \| Genival Matias (PTdoB), Inácio Falcão (PTdoB) + 1 PRB, 1 PTN \| \| PE \| Armando Monteiro (PTB) \| João Paulo (PT) \| PTdoB / PTB / PT % PDT / PRB / PSC \| 4 PTB, 1 PSC, 1 PDT \| 6 PTB, 3 PT, 2 PDT, 1 PRB \| \| PE \| Paulo Rubem (PDT) \| João Paulo (PT) \| PTdoB / PTB / PT % PDT / PRB / PSC \| 4 PTB, 1 PSC, 1 PDT \| 6 PTB, 3 PT, 2 PDT, 1 PRB \| \| PI \| Zé Filho (PMDB) \| Wilson Martins (PSB) \| PTdoB / PMDB / PSDB / PCdoB / PPS / PSB / PDT / PTN / PV / DEM / PSDC / PSL / PMN / PRB / PTC / PSD / PEN \| 3 PSB, 1 PMDB, 1 PSD \| 2 PTC \| \| PI \| Silvio Mendes (PSDB) \| Wilson Martins (PSB) \| PTdoB / PMDB / PSDB / PCdoB / PPS / PSB / PDT / PTN / PV / DEM / PSDC / PSL / PMN / PRB / PTC / PSD / PEN \| 3 PSB, 1 PMDB, 1 PSD \| 2 PTC \| \| PR \| Beto Richa (PSDB) \| Álvaro Dias (PSDB) \| PTdoB / PSDB / PROS / SD / PSB / PP / PTB / PSD / PPS / PR / DEM / PSL / PSDC / PMN / PHS / PEN / PSC \| 4 PP, 3 PSDB, 2 PSC, 2 PR, 2 PPS, 1 SD, 1 PSD, \| 12 PSC \| \| PR \| Cida Borghetti (PROS) \| Álvaro Dias (PSDB) \| PTdoB / PSDB / PROS / SD / PSB / PP / PTB / PSD / PPS / PR / DEM / PSL / PSDC / PMN / PHS / PEN / PSC \| 4 PP, 3 PSDB, 2 PSC, 2 PR, 2 PPS, 1 SD, 1 PSD, \| 12 PSC \| \| RJ \| Anthony Garotinho (PR) \| Liliam Sá (PROS) \| PTdoB / PR / PROS \| ninguém \| Marcos Abrahão (PTdoB) \| \| RJ \| Márcio Garcia (PTdoB) \| Liliam Sá (PROS) \| PTdoB / PR / PROS \| ninguém \| Marcos Abrahão (PTdoB) \| \| RN \| Robinson Faria (PSD) \| Fátima Bezerra (PT) \| PTdoB / PSD / PT / PCdoB / PRTB / PP / PEN / PTC \| 1 PSD, 1 PP \| Carlos Augusto Maia (PTdoB) + 1 PT, 1 PCdoB \| \| RN \| Fábio Dantas (PCdoB) \| Fátima Bezerra (PT) \| PTdoB / PSD / PT / PCdoB / PRTB / PP / PEN / PTC \| 1 PSD, 1 PP \| Carlos Augusto Maia (PTdoB) + 1 PT, 1 PCdoB \| \| RO \| Expedito Júnior (PSDB) \| Moreira Mendes (PSD) \| PTdoB / PSDB / PSDC / PSD / PEN / PHS / PMN / PSC / PRB / DEM \| 1 PSDB, 1 SD \| Dr. Neidson (PTdoB), Jesuíno Boabaid (PTdoB) \| \| RO \| Neodi Carlos (PSDC) \| Moreira Mendes (PSD) \| PTdoB / PSDB / PSDC / PSD / PEN / PHS / PMN / PSC / PRB / DEM \| 1 PSDB, 1 SD \| Dr. Neidson (PTdoB), Jesuíno Boabaid (PTdoB) \| \| RR \| Chico Rodrigues (PSB) \| ninguém \| PTdoB / PSB / PMDB / PSDB / PRP / PRB / PSD / SD / PROS / PPS / PMN / PSDC / PSC / PRTB / PHS / PSL / PPL / PTN / PEN / PRP \| 1 PMN, 1 PHS \| 2 PSDC, 2 PSL \| \| RR \| Rodrigo Jucá (PMDB) \| ninguém \| PTdoB / PSB / PMDB / PSDB / PRP / PRB / PSD / SD / PROS / PPS / PMN / PSDC / PSC / PRTB / PHS / PSL / PPL / PTN / PEN / PRP \| 1 PMN, 1 PHS \| 2 PSDC, 2 PSL \| \| RS \| José Ivo Sartori (PMDB) \| Pedro Simon (PMDB) \| PTdoB PMDB / PSD / PHS / PSB / PPS / PSL / PSDC \| 2 PSB, 1 PSD \| 1 PSD \| \| RS \| José Paulo Cairoli (PSD) \| Pedro Simon (PMDB) \| PTdoB PMDB / PSD / PHS / PSB / PPS / PSL / PSDC \| 2 PSB, 1 PSD \| 1 PSD \| \| SC \| Paulo Bauer (PSDB) \| Paulo Bornhausen (PSB) \| PTdoB / PSDB / PP / PSB / PSL / SD / PTN / PHS / PEN / PTC / PRTB / PPS \| ninguém \| 2 PSB, 1 PPS \| \| SC \| Joares Ponticelli (PP) \| Paulo Bornhausen (PSB) \| PTdoB / PSDB / PP / PSB / PSL / SD / PTN / PHS / PEN / PTC / PRTB / PPS \| ninguém \| 2 PSB, 1 PPS \| \| SE \| Eduardo Amorim (PSC) \| Maria do Carmo (DEM) \| PTdoB / DEM / PSL / PP / PSC / PV / PTC / PSDB / PTB / SD / PPS / PHS / PMN / PR / PEN \| 1 PTB, 1 SD, 1 DEM \| Paulinho da Varzinhas Filho (PTdoB) + 3 PTC, 2 PP, 2 DEM, 2 PSC, 1 PSL \| \| SE \| Augusto Franco Neto (PSDB) \| Maria do Carmo (DEM) \| PTdoB / DEM / PSL / PP / PSC / PV / PTC / PSDB / PTB / SD / PPS / PHS / PMN / PR / PEN \| 1 PTB, 1 SD, 1 DEM \| Paulinho da Varzinhas Filho (PTdoB) + 3 PTC, 2 PP, 2 DEM, 2 PSC, 1 PSL \| \| SP \| Geraldo Alckmin (PSDB) \| José Serra (PSDB) \| PTdoB / PSDB / DEM / PEN / PMN / PSC / PTC / PTN / SD / PPS / PRB / PSB / PSDC / PSL \| 1 PTN \| 1 PTN, 1 PSL \| \| SP \| Márcio França (PSB) \| José Serra (PSDB) \| PTdoB / PSDB / DEM / PEN / PMN / PSC / PTC / PTN / SD / PPS / PRB / PSB / PSDC / PSL \| 1 PTN \| 1 PTN, 1 PSL \| \| TO \| Ataídes Oliveira (PROS) \| Sargento Aragão (PROS) \| PTdoB / PROS / PTN / PCdoB / PPL / PMN / PSDC \| ninguém \| 1 PROS \| \| TO \| Cinthia Ribeiro (PTN) \| Sargento Aragão (PROS) \| PTdoB / PROS / PTN / PCdoB / PPL / PMN / PSDC \| ninguém \| 1 PROS \| |                                         |                                | |                                                |                                                                        |
| UF | Candidatos(as) a Governador(a) e a Vice | Candidatos(as) a Senadores(as) | Coligação majoritária (governo e senado)                                                                                    | Deputados(as) federais eleitos(as) — 72        | Deputados(as) estaduais eleitos(as) — 94                               |
| AC | Márcio Bittar (PSDB)                    | Gladson Cameli (PP)            | PTdoB / PMDB / PSDB / PSC / PTC / PPS / PR / SD / PP / PSD                                                                  | 2 PMDB, 1 PSDB                                 | 2 PMDB, 1 PSDB                                                         |
| AC | Antonio Sales (PMDB)                    | Gladson Cameli (PP)            | PTdoB / PMDB / PSDB / PSC / PTC / PPS / PR / SD / PP / PSD                                                                  | 2 PMDB, 1 PSDB                                 | 2 PMDB, 1 PSDB                                                         |
| AL | Renan Filho (PMDB)                      | Collor de Mello (PTB)          | PTdoB / PMDB / PTB / PCdoB / PSC / PV / PHS / PROS / PSD / PDT / PT                                                         | 1 PMDB, 1 PDT, 1 PROS, 1 PT                    | 2 PROS                                                                 |
| AL | Luciano Barbosa (PMDB)                  | Collor de Mello (PTB)          | PTdoB / PMDB / PTB / PCdoB / PSC / PV / PHS / PROS / PSD / PDT / PT                                                         | 1 PMDB, 1 PDT, 1 PROS, 1 PT                    | 2 PROS                                                                 |
| AM | José Melo (PROS)                        | Omar Aziz (PSD)                | PTdoB / PROS / DEM / PSL / PTN / PRP / PSDB / PRTB / PHS / PTC / PR / PV / PEN / PSD / SD / PSC                             | 2 PSD, 1 PSDB, 1 PR, 1 DEM                     | 2 PR                                                                   |
| AM | Henrique Oliveira (SD)                  | Omar Aziz (PSD)                | PTdoB / PROS / DEM / PSL / PTN / PRP / PSDB / PRTB / PHS / PTC / PR / PV / PEN / PSD / SD / PSC                             | 2 PSD, 1 PSDB, 1 PR, 1 DEM                     | 2 PR                                                                   |
| AP | Bruno Mineiro (PTdoB)                   | Promotor Moisés (PEN)          | PTdoB / PSDC / PV / PRB / PR / PEN / PROS / PHS / PTN                                                                       | 1 PR, 1 PRB                                    | Kaká Barbosa (PTdoB)                                                   |
| AP | Aline Gurgel (PR)                       | Promotor Moisés (PEN)          | PTdoB / PSDC / PV / PRB / PR / PEN / PROS / PHS / PTN                                                                       | 1 PR, 1 PRB                                    | Kaká Barbosa (PTdoB)                                                   |
| BA | Paulo Souto (DEM)                       | Geddel Lima (PMDB)             | PTdoB / DEM / PSDB / PMDB / SD / PTN / PROS / PRB / PSC / PTC / PPS / PRP / PSDC / PV                                       | ninguém                                        | ninguém                                                                |
| BA | Joaci Góes (PSDB)                       | Geddel Lima (PMDB)             | PTdoB / DEM / PSDB / PMDB / SD / PTN / PROS / PRB / PSC / PTC / PPS / PRP / PSDC / PV                                       | ninguém                                        | ninguém                                                                |
| CE | Camilo Santana (PT)                     | Mauro Filho (PROS)             | PTdoB / PV / PP / PDT / PT / PTC / SD / PTB / PRB / PSL / PEN / PMN / PSD / PCdoB / PROS / PHS / PPL / PRTB                 | ninguém                                        | 2 PP                                                                   |
| CE | Izolda Cela (PROS)                      | Mauro Filho (PROS)             | PTdoB / PV / PP / PDT / PT / PTC / SD / PTB / PRB / PSL / PEN / PMN / PSD / PCdoB / PROS / PHS / PPL / PRTB                 | ninguém                                        | 2 PP                                                                   |
| DF | Agnelo Queiroz (PT)                     | Geraldo Magela (PT)            | PTdoB / PT / PMDB / PCdoB / PP / PHS / PRP / PPL / PTN / PSC / PEN / PV / PROS / PTC / PSL / PRB                            | 1 PMDB                                         | 1 PHS                                                                  |
| DF | Tadeu Filippelli (PMDB)                 | Geraldo Magela (PT)            | PTdoB / PT / PMDB / PCdoB / PP / PHS / PRP / PPL / PTN / PSC / PEN / PV / PROS / PTC / PSL / PRB                            | 1 PMDB                                         | 1 PHS                                                                  |
| ES | Renato Casagrande (PSB)                 | Neucimar Fraga (PV)            | PTdoB / PSB / PCdoB / PSL / PP / PTB / PSC / PPS / PR / PV / PSD / PTC / PSDC / PHS / PTN / PPL / PMN / PRB / PRTB          | ninguém                                        | 2 PP                                                                   |
| ES | Fabrício Gandini (PPS)                  | Neucimar Fraga (PV)            | PTdoB / PSB / PCdoB / PSL / PP / PTB / PSC / PPS / PR / PV / PSD / PTC / PSDC / PHS / PTN / PPL / PMN / PRB / PRTB          | ninguém                                        | 2 PP                                                                   |
| GO | Marconi Perillo (PSDB)                  | Vilmar Rocha (PSD)             | PTdoB / PV / PRB / PDT / PPS / PSL / PR / PP / PHS / PMN / PROS / PTC / PSDB / PEN / PSD / PTB                              | ninguém                                        | ninguém                                                                |
| GO | José Eliton (PP)                        | Vilmar Rocha (PSD)             | PTdoB / PV / PRB / PDT / PPS / PSL / PR / PP / PHS / PMN / PROS / PTC / PSDB / PEN / PSD / PTB                              | ninguém                                        | ninguém                                                                |
| MA | Lobão Filho (PMDB)                      | Gastão Vieira (PMDB)           | PTdoB / PMDB / PSL / PEN / PSDC / PRP / PTN / PMN / PV / PHS / PRTB / PR / PRB / DEM / PSD / PT / PTB / PSC                 | 2 PEN                                          | Fábio Braga (PTdoB) + 4 PMDB, 4 PV, 2 PSC, 2 DEM, 2 PR, 1 PRTB         |
| MA | Arnaldo Melo (PMDB)                     | Gastão Vieira (PMDB)           | PTdoB / PMDB / PSL / PEN / PSDC / PRP / PTN / PMN / PV / PHS / PRTB / PR / PRB / DEM / PSD / PT / PTB / PSC                 | 2 PEN                                          | Fábio Braga (PTdoB) + 4 PMDB, 4 PV, 2 PSC, 2 DEM, 2 PR, 1 PRTB         |
| MG | André Alves (PHS)                       | Edilson Nascimento (PTdoB)     | PTdoB / PHS / PEN / PRP | Luís Tibé (PTdoB) + 1 PHS, 1 PRP               | Emidinho Madeira (PTdoB), Fábio Avelar (Avante), João Bosco (Avante)   |
| MG | Major Juares Ferreira (PTdoB)           | Edilson Nascimento (PTdoB)     | PTdoB / PHS / PEN / PRP | Luís Tibé (PTdoB) + 1 PHS, 1 PRP               | Emidinho Madeira (PTdoB), Fábio Avelar (Avante), João Bosco (Avante)   |
| MS | Nelsinho Trad (PMDB)                    | Simone Tebet (PMDB)            | PTdoB / PMDB / PSB / PSC / PHS / PRB / PRTB / PTN / PEN                                                                     | ninguém                                        | Mara Caseiro (PTdoB), Marcio Fernandes (PTdoB) + 1 PEN, 1 PSB          |
| MS | Pra. Janete Morais (PSB)                | Simone Tebet (PMDB)            | PTdoB / PMDB / PSB / PSC / PHS / PRB / PRTB / PTN / PEN                                                                     | ninguém                                        | Mara Caseiro (PTdoB), Marcio Fernandes (PTdoB) + 1 PEN, 1 PSB          |
| MT | ninguém                                 | ninguém                        | nenhuma | ninguém                                        | ninguém                                                                |
| PA | Simão Jatene (PSDB)                     | ninguém                        | PTdoB / PSD / PSB / PMN / SD / PRB / PSC / PTB / PPS / PEN / PP / PTC / PSDC / PSC / PRP                                    | 3 PSD, 1 PSDB, 1 PTB, 1 PSC, 1 PPS             | ninguém                                                                |
| PA | Zequinha Marinho (PSC)                  | ninguém                        | PTdoB / PSD / PSB / PMN / SD / PRB / PSC / PTB / PPS / PEN / PP / PTC / PSDC / PSC / PRP                                    | 3 PSD, 1 PSDB, 1 PTB, 1 PSC, 1 PPS             | ninguém                                                                |
| PB | Cássio Cunha Lima (PSDB)                | Wilson Santiago (PTB)          | PTdoB / PSDB / PEN / PR / PTB / PSD / SD / PMN / PPS / PSC / PTN / PRB / PSDC / PP                                          | 1 PSDB, 1 PP, 1 PR, 1 PP, 1 PSD, 1 SD          | Genival Matias (PTdoB), Inácio Falcão (PTdoB) + 1 PRB, 1 PTN           |
| PB | Ruy Carneiro (PSDB)                     | Wilson Santiago (PTB)          | PTdoB / PSDB / PEN / PR / PTB / PSD / SD / PMN / PPS / PSC / PTN / PRB / PSDC / PP                                          | 1 PSDB, 1 PP, 1 PR, 1 PP, 1 PSD, 1 SD          | Genival Matias (PTdoB), Inácio Falcão (PTdoB) + 1 PRB, 1 PTN           |
| PE | Armando Monteiro (PTB)                  | João Paulo (PT)                | PTdoB / PTB / PT % PDT / PRB / PSC                                                                                          | 4 PTB, 1 PSC, 1 PDT                            | 6 PTB, 3 PT, 2 PDT, 1 PRB                                              |
| PE | Paulo Rubem (PDT)                       | João Paulo (PT)                | PTdoB / PTB / PT % PDT / PRB / PSC                                                                                          | 4 PTB, 1 PSC, 1 PDT                            | 6 PTB, 3 PT, 2 PDT, 1 PRB                                              |
| PI | Zé Filho (PMDB)                         | Wilson Martins (PSB)           | PTdoB / PMDB / PSDB / PCdoB / PPS / PSB / PDT / PTN / PV / DEM / PSDC / PSL / PMN / PRB / PTC / PSD / PEN                   | 3 PSB, 1 PMDB, 1 PSD                           | 2 PTC                                                                  |
| PI | Silvio Mendes (PSDB)                    | Wilson Martins (PSB)           | PTdoB / PMDB / PSDB / PCdoB / PPS / PSB / PDT / PTN / PV / DEM / PSDC / PSL / PMN / PRB / PTC / PSD / PEN                   | 3 PSB, 1 PMDB, 1 PSD                           | 2 PTC                                                                  |
| PR | Beto Richa (PSDB)                       | Álvaro Dias (PSDB)             | PTdoB / PSDB / PROS / SD / PSB / PP / PTB / PSD / PPS / PR / DEM / PSL / PSDC / PMN / PHS / PEN / PSC                       | 4 PP, 3 PSDB, 2 PSC, 2 PR, 2 PPS, 1 SD, 1 PSD, | 12 PSC                                                                 |
| PR | Cida Borghetti (PROS)                   | Álvaro Dias (PSDB)             | PTdoB / PSDB / PROS / SD / PSB / PP / PTB / PSD / PPS / PR / DEM / PSL / PSDC / PMN / PHS / PEN / PSC                       | 4 PP, 3 PSDB, 2 PSC, 2 PR, 2 PPS, 1 SD, 1 PSD, | 12 PSC                                                                 |
| RJ | Anthony Garotinho (PR)                  | Liliam Sá (PROS)               | PTdoB / PR / PROS | ninguém                                        | Marcos Abrahão (PTdoB)                                                 |
| RJ | Márcio Garcia (PTdoB)                   | Liliam Sá (PROS)               | PTdoB / PR / PROS | ninguém                                        | Marcos Abrahão (PTdoB)                                                 |
| RN | Robinson Faria (PSD)                    | Fátima Bezerra (PT)            | PTdoB / PSD / PT / PCdoB / PRTB / PP / PEN / PTC                                                                            | 1 PSD, 1 PP                                    | Carlos Augusto Maia (PTdoB) + 1 PT, 1 PCdoB                            |
| RN | Fábio Dantas (PCdoB)                    | Fátima Bezerra (PT)            | PTdoB / PSD / PT / PCdoB / PRTB / PP / PEN / PTC                                                                            | 1 PSD, 1 PP                                    | Carlos Augusto Maia (PTdoB) + 1 PT, 1 PCdoB                            |
| RO | Expedito Júnior (PSDB)                  | Moreira Mendes (PSD)           | PTdoB / PSDB / PSDC / PSD / PEN / PHS / PMN / PSC / PRB / DEM                                                               | 1 PSDB, 1 SD                                   | Dr. Neidson (PTdoB), Jesuíno Boabaid (PTdoB)                           |
| RO | Neodi Carlos (PSDC)                     | Moreira Mendes (PSD)           | PTdoB / PSDB / PSDC / PSD / PEN / PHS / PMN / PSC / PRB / DEM                                                               | 1 PSDB, 1 SD                                   | Dr. Neidson (PTdoB), Jesuíno Boabaid (PTdoB)                           |
| RR | Chico Rodrigues (PSB)                   | ninguém                        | PTdoB / PSB / PMDB / PSDB / PRP / PRB / PSD / SD / PROS / PPS / PMN / PSDC / PSC / PRTB / PHS / PSL / PPL / PTN / PEN / PRP | 1 PMN, 1 PHS                                   | 2 PSDC, 2 PSL                                                          |
| RR | Rodrigo Jucá (PMDB)                     | ninguém                        | PTdoB / PSB / PMDB / PSDB / PRP / PRB / PSD / SD / PROS / PPS / PMN / PSDC / PSC / PRTB / PHS / PSL / PPL / PTN / PEN / PRP | 1 PMN, 1 PHS                                   | 2 PSDC, 2 PSL                                                          |
| RS | José Ivo Sartori (PMDB)                 | Pedro Simon (PMDB)             | PTdoB PMDB / PSD / PHS / PSB / PPS / PSL / PSDC                                                                             | 2 PSB, 1 PSD                                   | 1 PSD                                                                  |
| RS | José Paulo Cairoli (PSD)                | Pedro Simon (PMDB)             | PTdoB PMDB / PSD / PHS / PSB / PPS / PSL / PSDC                                                                             | 2 PSB, 1 PSD                                   | 1 PSD                                                                  |
| SC | Paulo Bauer (PSDB)                      | Paulo Bornhausen (PSB)         | PTdoB / PSDB / PP / PSB / PSL / SD / PTN / PHS / PEN / PTC / PRTB / PPS                                                     | ninguém                                        | 2 PSB, 1 PPS                                                           |
| SC | Joares Ponticelli (PP)                  | Paulo Bornhausen (PSB)         | PTdoB / PSDB / PP / PSB / PSL / SD / PTN / PHS / PEN / PTC / PRTB / PPS                                                     | ninguém                                        | 2 PSB, 1 PPS                                                           |
| SE | Eduardo Amorim (PSC)                    | Maria do Carmo (DEM)           | PTdoB / DEM / PSL / PP / PSC / PV / PTC / PSDB / PTB / SD / PPS / PHS / PMN / PR / PEN                                      | 1 PTB, 1 SD, 1 DEM                             | Paulinho da Varzinhas Filho (PTdoB) + 3 PTC, 2 PP, 2 DEM, 2 PSC, 1 PSL |
| SE | Augusto Franco Neto (PSDB)              | Maria do Carmo (DEM)           | PTdoB / DEM / PSL / PP / PSC / PV / PTC / PSDB / PTB / SD / PPS / PHS / PMN / PR / PEN                                      | 1 PTB, 1 SD, 1 DEM                             | Paulinho da Varzinhas Filho (PTdoB) + 3 PTC, 2 PP, 2 DEM, 2 PSC, 1 PSL |
| SP | Geraldo Alckmin (PSDB)                  | José Serra (PSDB)              | PTdoB / PSDB / DEM / PEN / PMN / PSC / PTC / PTN / SD / PPS / PRB / PSB / PSDC / PSL                                        | 1 PTN                                          | 1 PTN, 1 PSL                                                           |
| SP | Márcio França (PSB)                     | José Serra (PSDB)              | PTdoB / PSDB / DEM / PEN / PMN / PSC / PTC / PTN / SD / PPS / PRB / PSB / PSDC / PSL                                        | 1 PTN                                          | 1 PTN, 1 PSL                                                           |
| TO | Ataídes Oliveira (PROS)                 | Sargento Aragão (PROS)         | PTdoB / PROS / PTN / PCdoB / PPL / PMN / PSDC                                                                               | ninguém                                        | 1 PROS                                                                 |
| TO | Cinthia Ribeiro (PTN)                   | Sargento Aragão (PROS)         | PTdoB / PROS / PTN / PCdoB / PPL / PMN / PSDC                                                                               | ninguém                                        | 1 PROS                                                                 |

### Eleições presidenciais
| Ano  | Imagem | Candidato(a) a Presidente      | Candidato(a) a Vice-Presidente | Coligação                                                                                | Votos                | Posição |
| ---- | ------ | ------------------------------ | ------------------------------ | ---------------------------------------------------------------------------------------- | -------------------- | ------- |
| 1994 |        | Caetano Matanó Junior (PTdoB)  | Rafael Francisco (PTdoB)       | Sem coligação                                                                            | Interferido (00,00%) | N/A     |
| 1998 |        | João de Deus (PTdoB)           | Nanci Pilar (PTdoB)            | Sem coligação                                                                            | 198.916 (0,29%)      | 8ª      |
| 2010 |        | José Serra (PSDB)              | Indio da Costa (DEM)           | O Brasil Pode Mais (PSDB, DEM, PPS, PMN, PTdoB e PTB)                                    | 43.711.388 (43,95%)  | 2ª      |
| 2014 |        | Aécio Neves (PSDB)             | Aloysio Nunes (PSDB)           | Muda Brasil (PSDB, Solidariedade, PMN, PEN, PTN, PTC, DEM, PTdoB e PTB)                  | 51.041.155 (48,36%)  | 2ª      |
| 2018 |        | Ciro Gomes (PDT)               | Kátia Abreu (PDT)              | Brasil Soberano (PDT e Avante)                                                           | 13.344.366 (12,47%)  | 3ª      |
| 2022 |        | Luiz Inácio Lula da Silva (PT) | Geraldo Alckmin (PSB)          | Brasil da Esperança (FE Brasil, PSB, Solidariedade, Fed. PSOL REDE, Avante, Agir e PROS) | 60.345.999 (50,90%)  | 1ª      |